# Sint-Jan-de-Doperkerk (Membach)

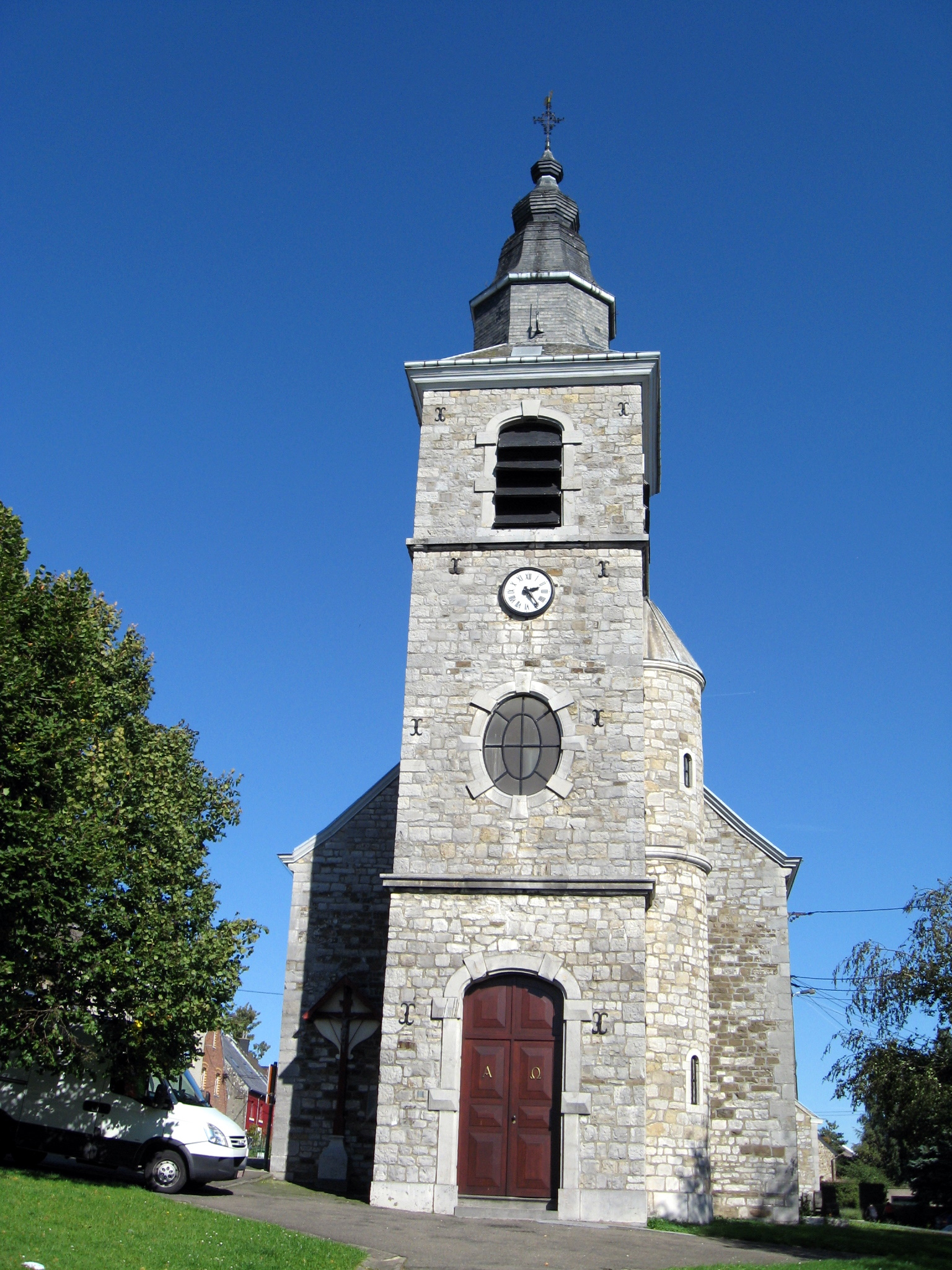
Sint-Jan-de-Doperkerk

De Sint-Jan-de-Doperkerk (Église Saint-Jean-Baptiste) is de parochiekerk van de tot de Belgische gemeente Baelen behorende plaats Membach, gelegen aan het Place Thomas Palm.
Reeds in 1721 was sprake van dit kerkgebouw, maar diverse verbouwingen hebben het wel veranderd. Zo werd in 1768 het schip verbouwd, waarbij kalkstenen hoekbanden en de huidige vensteromlijstingen werden aangebracht. In 1884 werd het koor en ook de toren gebouwd, naar ontwerp van L. Demany.

## Gebouw
De voorgebouwde, vierkante toren heeft drie geledingen, met een sierlijke achtkante spits, bestaande uit een lantaarn, een helmdak en daarboven twee bolvormige versieringen. Rechts daarvan bevindt zich een traptorentje. Kerk en toren zijn opgetrokken in blokken kalksteen en zandsteen.
Het koor is driezijdig afgesloten.

## Interieur
De kerk bezit een hoofdaltaar van 1768 met altaarstuk, voorstellende de kruisiging en wederopstanding. De communiebank is van het einde der 18e eeuw, de preekstoel is van de 2e helft van de 18e eeuw. Van gepolychromeerd hout zijn drie heiligenbeelden: Maria met Kind (eind 17e eeuw), Sint-Jozef met Kind (begin 18e eeuw) en Johannes de Doper (18e eeuw). Het doopvont is midden-18e-eeuws. Het orgel is van omstreeks 1850 en vervaardigd door Clerinx.